# خالد حبيب الكبيش
خالد حبيب الكبيش (من مواليد 24 يناير 1970 في تيارت بالجزائر) هو مخرج سينمائي، وملحن، ومغني وكاتب أغاني وممثل جزائري.

## النشأة
يؤلف خالد حبيب ويؤدي نوعًا موسيقيًا تقليديًا وحديثًا، فقد طور مزيجًا موسيقيًا شخصيًا يمزج فيه الأنماط الموسيقية المختلفة وكذلك أنواع الموسيقى من جميع أنحاء العالم ويخلق أسلوبًا موسيقيًا مثيرًا وفريدًا ومبتكرًا وآسرًا. يمكن وصف موسيقاه بتأثيرات الفانك والجاز والريغي والبلوز والسول والإيقاعات اللاتينية وكذلك الموسيقى الشعبية من مختلف أنحاء العالم. ينطبق الأمر نفسه على مزيج الآلات مع كل شيء بدءًا من الطبول التقليدية إلى رؤوس الأصوات الإلكترونية.

## الحياة المهنية
يمتد المجال الفني لخالد الكبيش من مجالات تأليف الموسيقى للأفلام والمسرحيات، مثل مسرحية لا ثلستينا التي عُرضت في المسرح الدرامي الملكي السويدي تحت إشراف روبرت ليباج عام 1998، وفيلم ناتبوك أو كتاب الليل (بالسويدية: Nattbok) لكارل هنريك، وفيلم أجنحة مصنوعة من الزجاج، ومتقلب للمخرج رضا باقر، وفيلم الدور الرئيسي (بالسويدية: Huvudrollen) لليلى عساف تانجروث. كما ألف فيلم فرسان الحجار من إخراج كمال لحام ومن إنتاج سميرة حاجيلاني والتلفزيون الجزائري وفيلم الحناشية لبوعلام عيساوي من إنتاج المركز الجزائري لتنمية السينما.
تعتبر موسيقى خالد حبيب المتباينة من أصوات الأوركسترا الصاخبة البرية إلى الخطوط السفلية المزاجية اللاشعورية والأنسجة المتلألئة موسيقى معاصرة ذات طابع صوتي عاطفي يعزز عمل الفيلم مع الالتزام بشخصية موسيقية متسقة.
حقيقة أن أسلوبه له جذوره في الموسيقى الجزائرية الممزوجة بمجموعة متنوعة من الاتجاهات الموسيقية المختلفة جزئيًا لأنه كتب وأدى مع عدد من الفرق الموسيقية من خلفيات عرقية مختلفة، مثل Down By Law من إيطاليا، وNew Phases من جنوب إفريقيا، برج الدلو من فرنسا، وهادا راينا من السويد، وغيرهم.
كما شارك في مهرجانات أوروبية كبرى مثل: مهرجان فالون فولكموسي، ومهرجان روسكيلد، ومهرجان أرتجيندا، ومهرجان ستوكهولم المائي،، مهرجان فيردين ونوردن، ومهرجان فاتح إسطنبول 550، وغيرها الكثير.
أخرج خالد فيلمه البساط عام 2018 الذي حي بتقدير وطني كبير.

## الأفلام
- فرسان الفنتازيا (2017) فيلم وثائقي.
- البساط (2018) فيلم فني.

## روابط خارجية
- خالد حبيب على تردد الأمة
- خالد حبيب
- خالد حبيب الكبيش في قاعدة بيانات الأفلام على الإنترنت